# Rennes
Rennes (franskt uttal: [ʁɛn] lyssna (fil), bretonska: Roazhon, gallo: Resnn) är en stad och kommun i departementet Ille-et-Vilaine i regionen Bretagne i nordvästra Frankrike. Staden är huvudort i såväl regionen Bretagne som departementet Ille-et-Vilaine. Staden delas in i elva kantoner. År 2017 hade Rennes 216 815 invånare.
Rennes ligger där floderna Ille och Vilaine flyter samman och är den viktigaste hamnstaden i Bretagne. Det finns två universitet och även  många skolor i Rennes. Antalet studenter uppskattades 2013–2014 till cirka 63 000.

## Etymologi
Kommunens namn härstammar från latinets Civitas Redonum, som kommer av namnet på den galliska stammen redonerna (redones), vilket i sin tur härrör från den keltiska roten red- (’rida’ eller ’färdas med kärra’).
Det latinska namnet Condate kommer av ett keltiskt ord för ’sammanflöde’ eftersom floderna Ille och Valaine möts i Rennes. Av con- (’med’) och da- (’rinna’ eller ’strömma’) – jämför Donau.

## Historia
Där floderna Ille och Vilaine flyter samman grundade redonerna under det första århundradet f.Kr. staden Condate. Arkeologiska utgrävningar har lokaliserat mängder av mynt som de givit ut, bland annat den så kallade Amanlisskatten, som hittades 1835. Sådana mynt visas på museet i Rennes.
Redonerna anslöt sig till den galliska koalitionen mot Rom år 57 f.Kr., som krossades av Crassus. Fortsatta oroligheter, där bland annat romerska sändebud togs till fånga fick Julius Caesar att skicka trupper till området. År 52 f.Kr. anslöt sig många redoner till Vercingetorix trupper. Men området föll snart helt under romerskt styre. Under romartiden kallades Rennes för Condate Riedonum. Staden låg strategiskt nära Via Osismii. Under invasionshot på 200-talet byggdes en tegelmur runt hela staden och den blev känd som den "röda staden".
Under medeltiden befolkades Rennes allt mer av bretoner och kom från och med 851 att utgöra en del av Kungariket Bretagne.
I modern tid är Rennes känt för att rättegången mot Alfred Dreyfus (se Dreyfusaffären) ägde rum där.

## Demografi
Staden Rennes hade 216 815 invånare år 2017. Rennes storstadsområde (Aire Urbaine de Rennes) hade 723 572 invånare (2015).

## Ekonomi
Rennes har en dynamisk ekonomi och en relativt låg arbetslöshet (7,3%, första terminen 2017) jämfört med resten av landet.
De tre historiska sektorerna för ekonomisk utveckling i Rennes är bilindustrin (Peugeot Citroën), livsmedelsindustrin, universitetsforskningen och informations & kommunikationstekniken (Rennes Atalante technopole).

## Transportnätet
Rennes ligger 350 kilometer med motorväg från Paris, 1 timme 25 minuter med höghastighetståg (TGV) från Paris (Gare de Paris-Montparnasse). Flygplatsen Rennes Bretagne har regelbundet flyg till många stora franska städer och internationella anslutningar via Paris.
Rennes kollektivtrafik har en tunnelbana med en befintlig linje som passerar staden från nordväst till sydost och en linje under konstruktion.

## Befolkningsutveckling
Antalet invånare i kommunen Rennes
| Referens: INSEE |

## Utbildning
- Université de Rennes 1
- Université de Rennes 2
- CentraleSupélec
- E-Artsup
- École pour l'informatique et les nouvelles technologies
- École pour l'informatique et les techniques avancées
- École supérieure d'électricité
- Paris School of Business

## Borgmästare

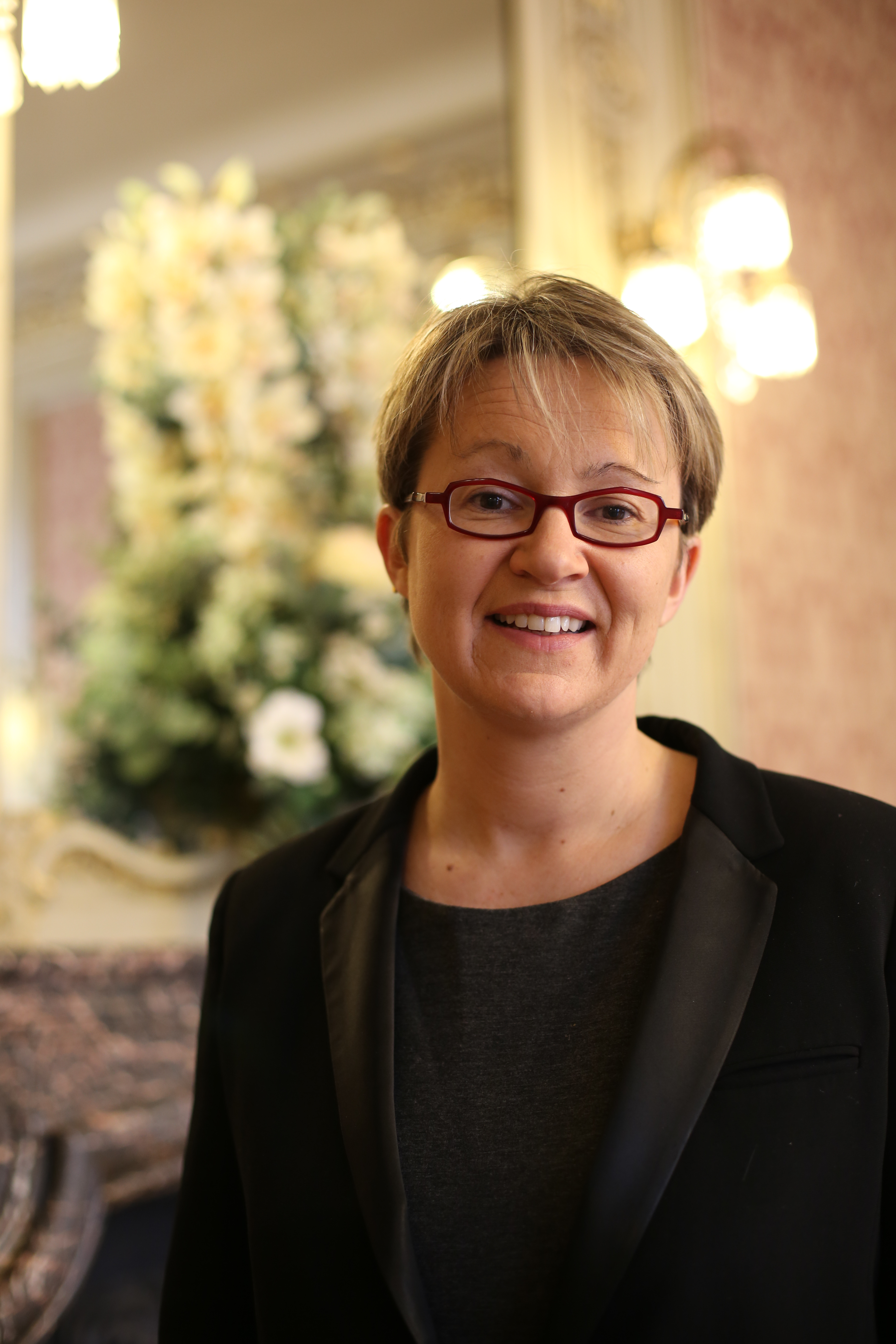
Nathalie Appéré, nuvarande borgmästare

Nuvarande borgmästare i Rennes är Nathalie Appéré från Socialistpartiet. 
Tidigare borgmästare, från 1944 och framåt: 
- Daniel Delaveau, borgmästare 2008-2014.
- Edmond Hervé (född 1942), borgmästare 1977-2008;
- Henri Fréville (1905–1987), borgmästare 1953-1977;
- Eugène Quessot (1882–1949), interim-borgmästare under några månader 1947.
- Yves Milon (1897–1987), borgmästare 1944-1953.

## Bildgalleri

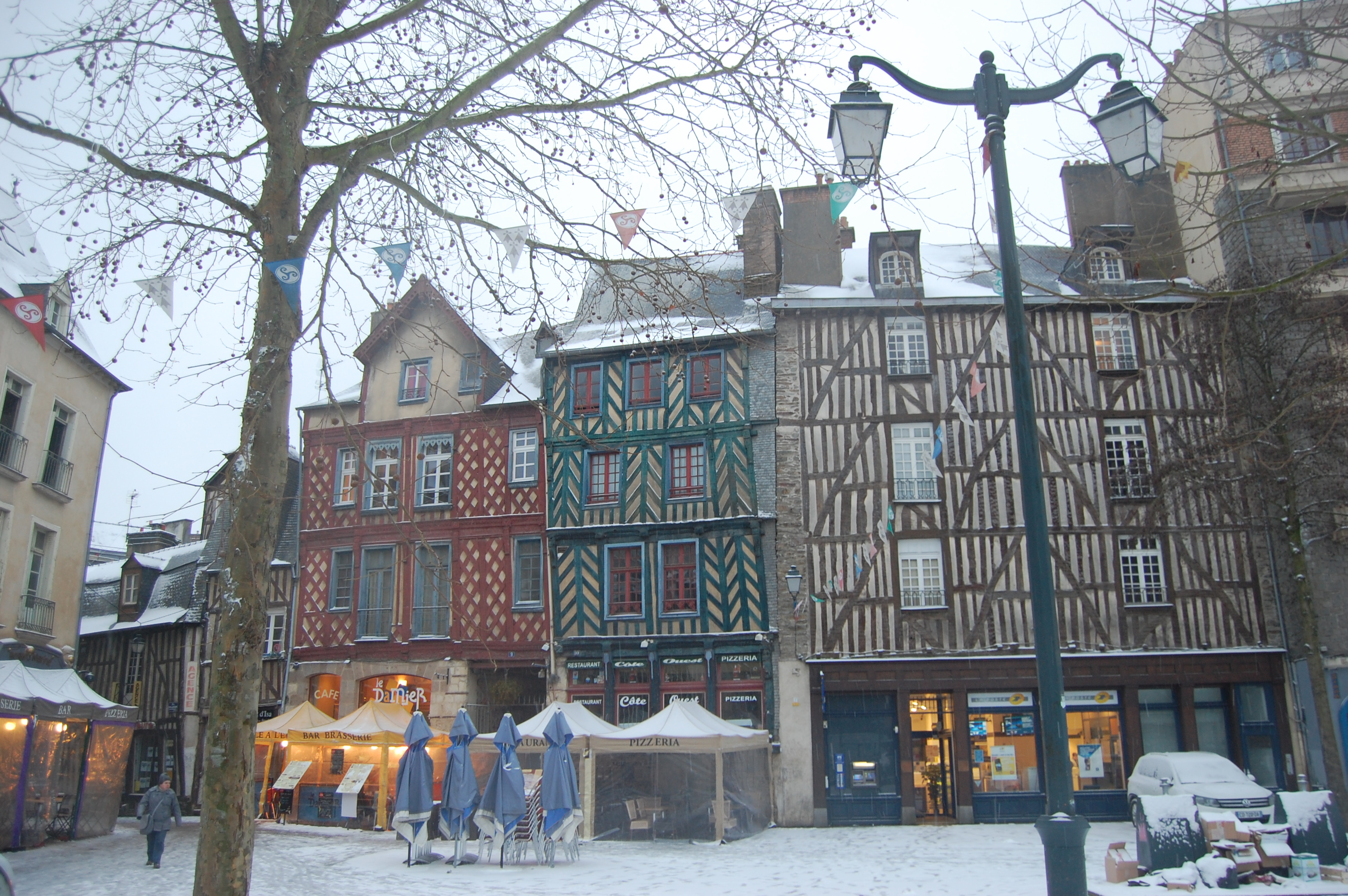
Place Sainte-Anne i januari 2013.
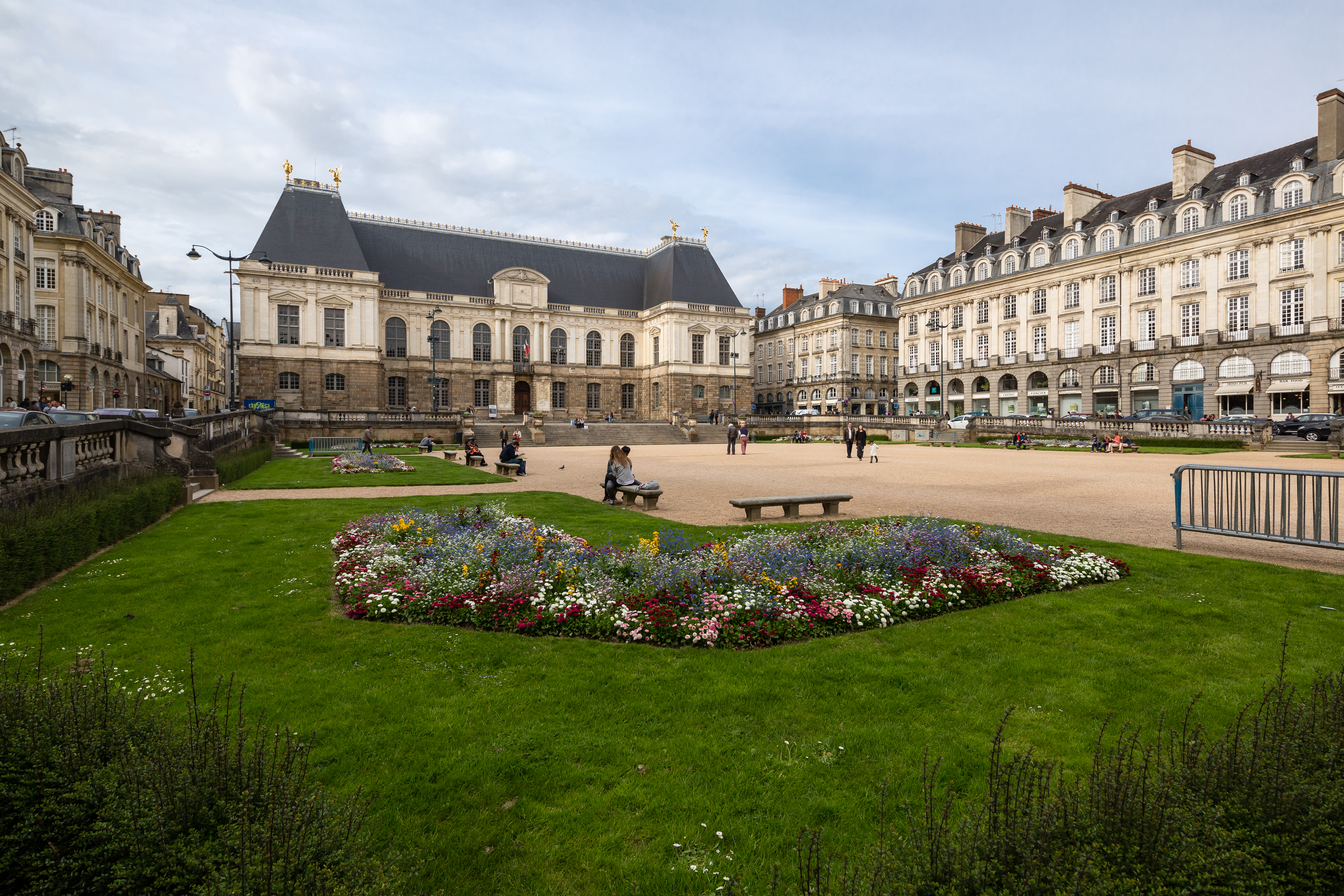
Place du Parlement-de-Bretagne.
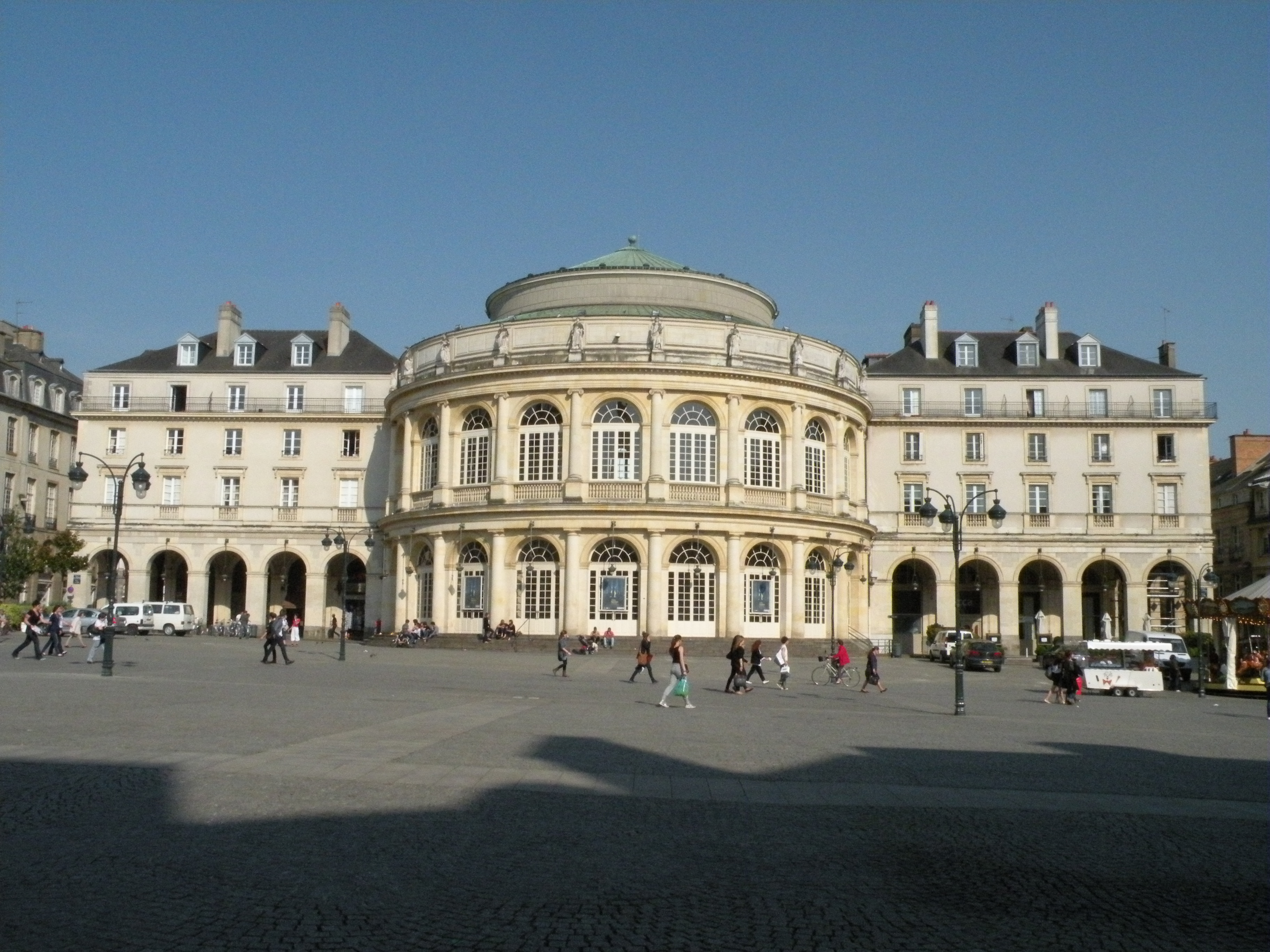
Operan.
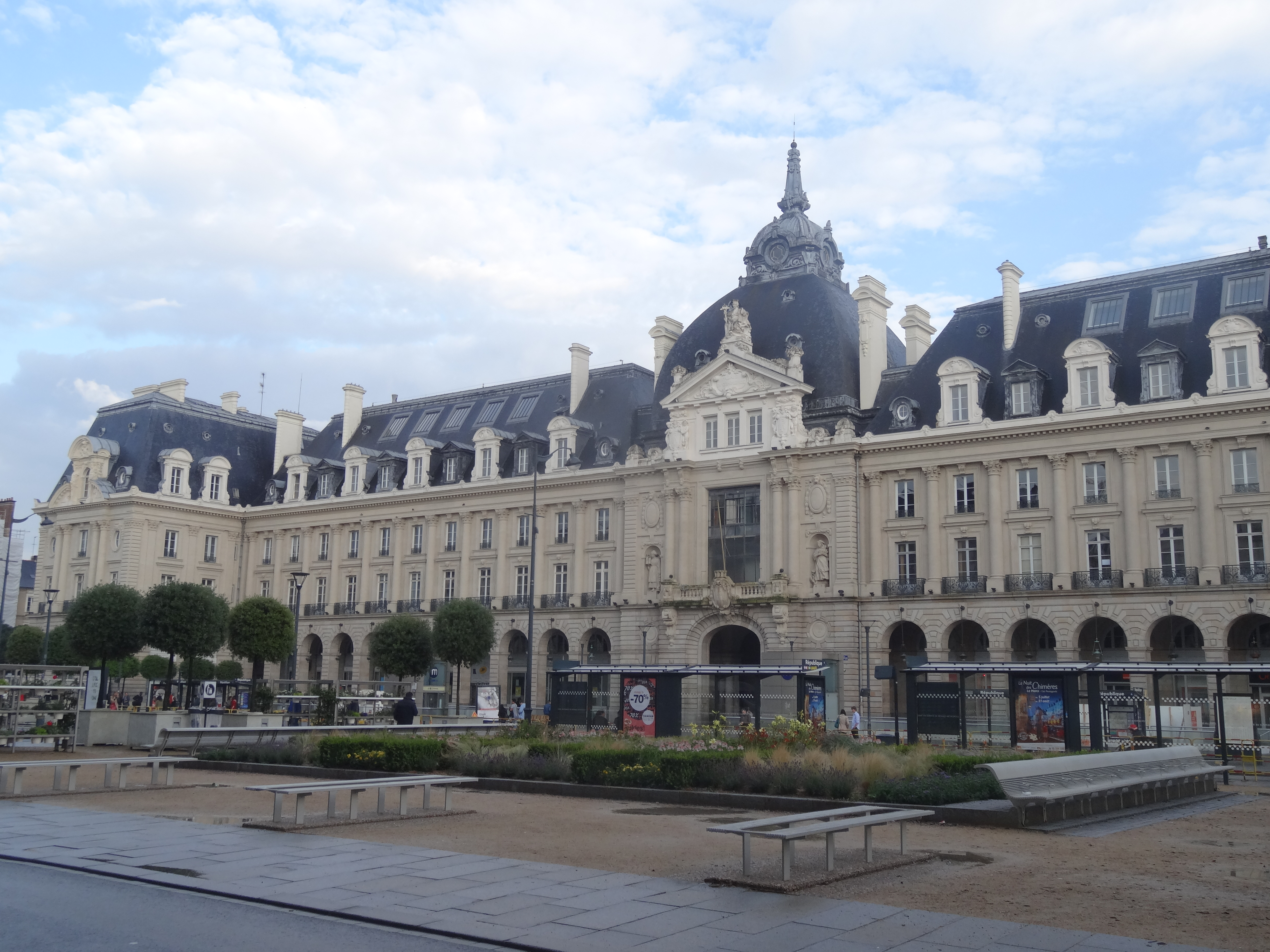
Palais du Commerce.
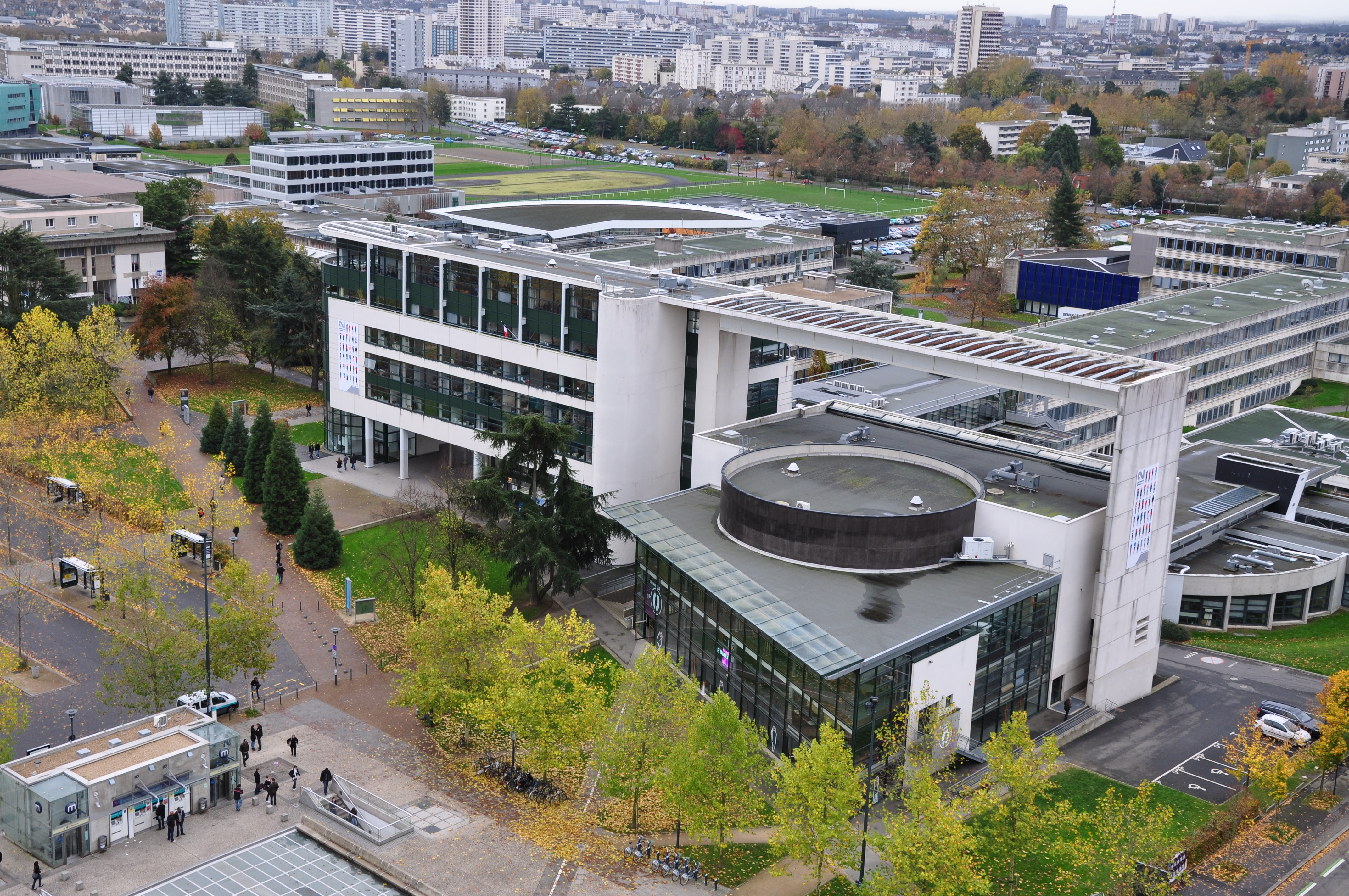
Universitetsområdet.
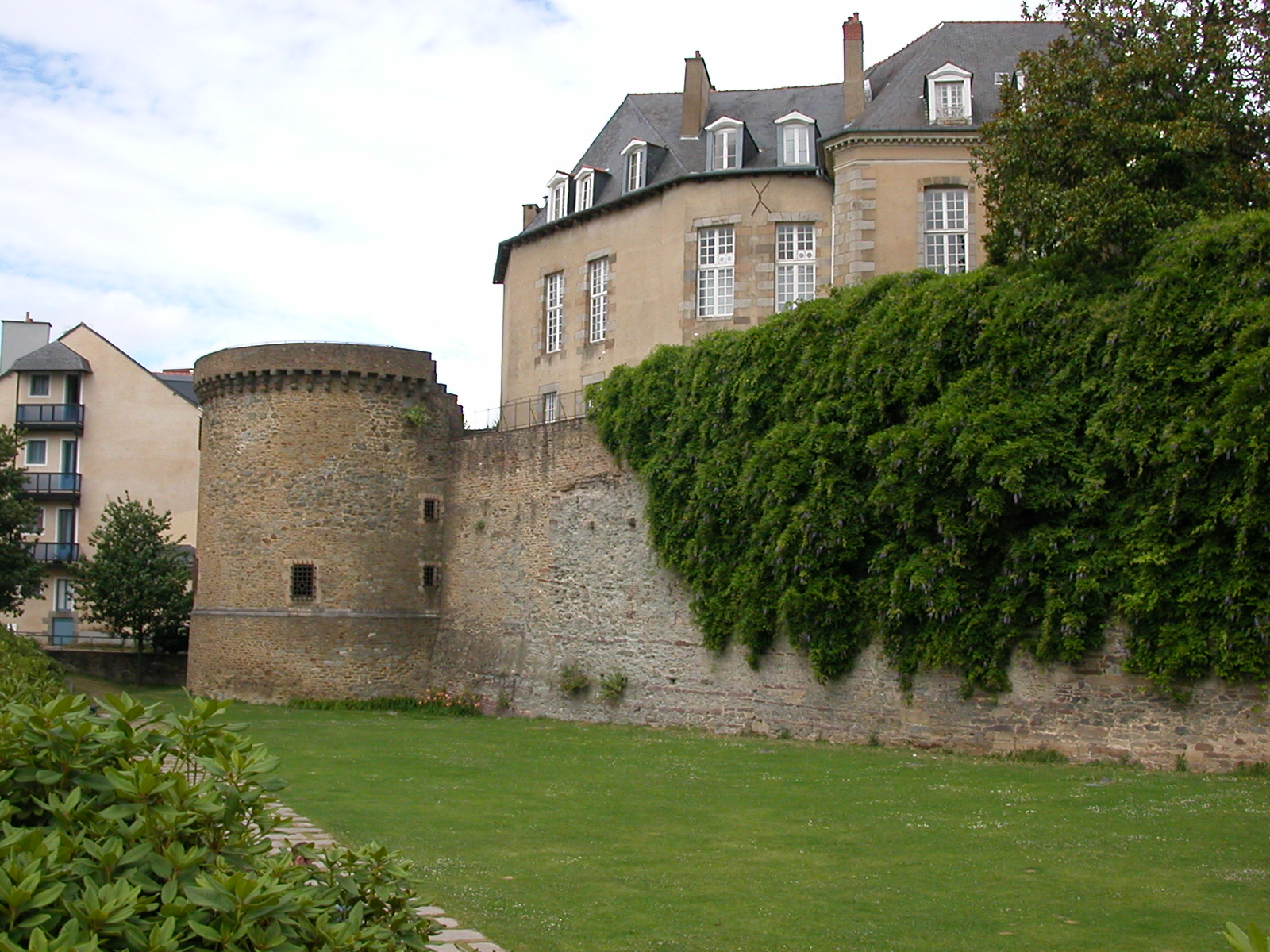
Lämningar av Rennes stadsmur.
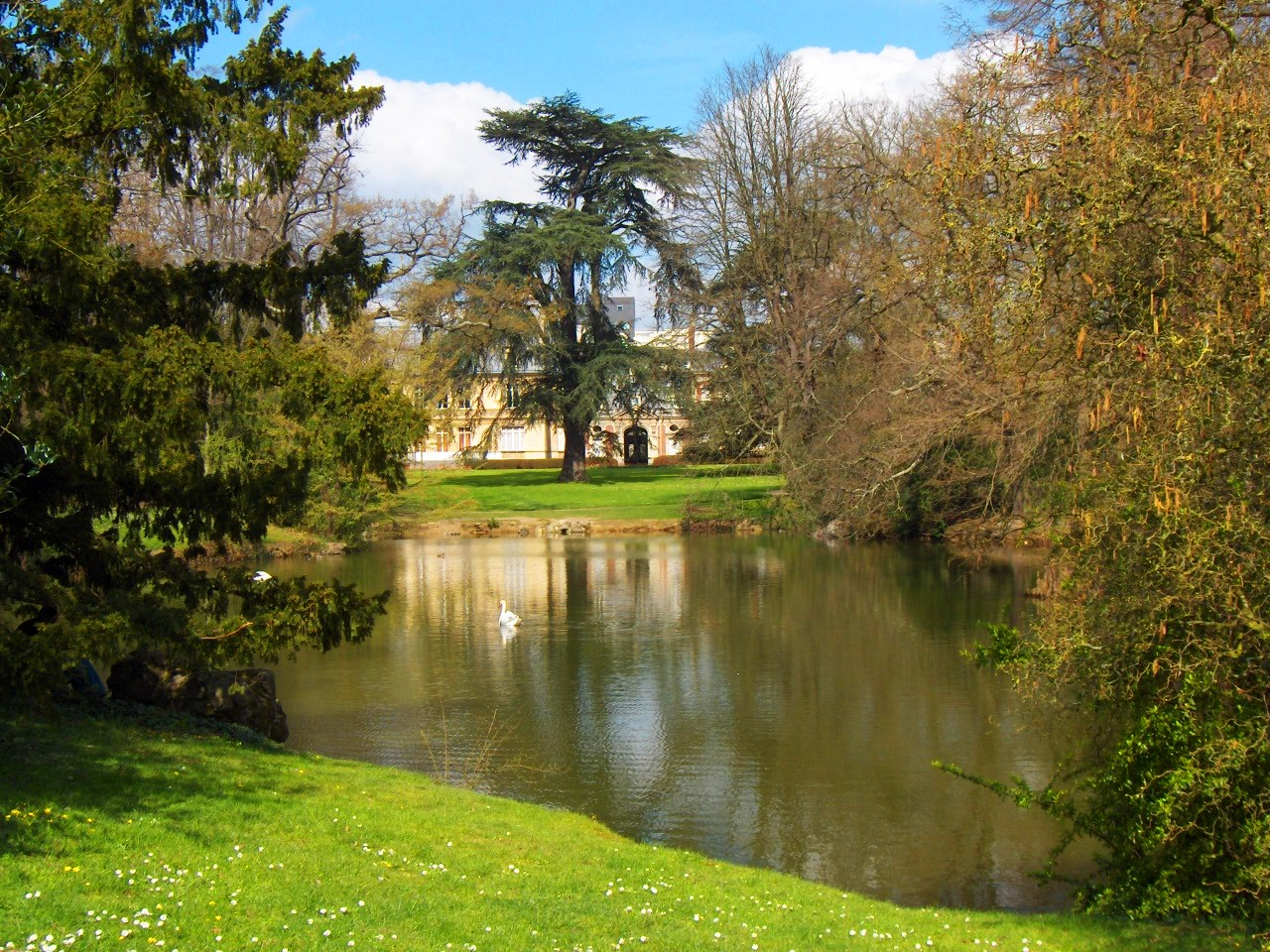
Damm i Parc Oberthür